# Бранко Јунгић
Бранко Јунгић (око 1920 — 1942) је био Србин рођен у Грбавцима, општина Градишка. Слика његове смрти постала је симбол злочина усташа над Србима. Усташе су му тестером за дрво одсекли главу.

## Биографија
Бранко је рођен у месту Грбавци испод Поткозарја. Послије одслуженог војног рока у Карлобагу вратио се у родни крај и постао трговачки помоћник, био је цивил српске националности. Ту га затиче и Други свјетски рат, након стварања Независне Државе Хрватске.
Усташе су му одсекли главу због одбијања да пређе са православља на католичанство. Присилили су га да дуго клечи на голој земљи, и док је он био тако ослоњен левом руком на земљу, како би одржао равнотежу, усташе су му на монструозан начин мученички, тестером за дрво, под једном јабуком бјелицом у Грбавцима одсекли главу.
Прота Милан Матавуљ забиљежио је да је Бранко пострадао, послије Ивањдана, 8. јула 1942. године.
Његово мучеништво представља врхунац страдања српског народа Градишке и Поткозарја. Фотографија која показује Бранково погубљење пронађена је у џепу мртвих усташа 1945. године. Тестера којом је убијен Бранко била је у Бањалуци до 1992. године.
Усташе су врло често употребљавали најпримитивније оружје, као што су вилице, лопатице, чекићи и тестера, да би мучили своје жртве прије погубљења. На овој фотографији усташе држе нож, пиштољ и пилу. Они муче православног Србина пре него што су га погубили. Горња фотографија и цитат су из књиге барона Авра Манхатана „Ватикански холокауст“, страна 78.